# Bandiera della Cornovaglia

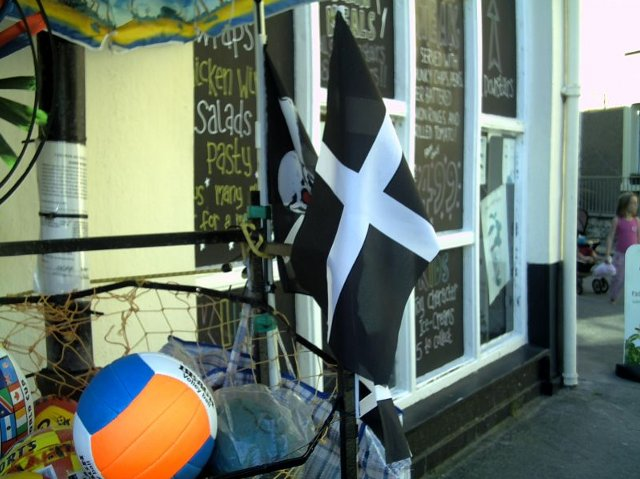
La bandiera della Cornovaglia di fronte alla vetrina di un negozio

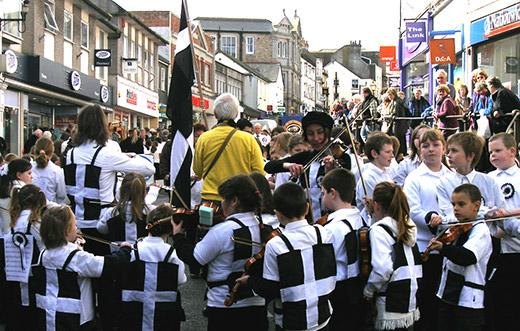
Persone con il vessillo della Cornovaglia in una festa patronale dedicata a San Pirano a Penzance

La bandiera di San Pirano (in inglese: Saint Piran's Flag; in cornico: Baner Peran) è la bandiera ufficiale della contea inglese della Cornovaglia: raffigura una croce bianca in campo nero.  È attestata con certezza a partire dagli anni trenta del XIX secolo.

## Descrizione
La bandiera rappresenta lo stendardo di San Pirano  (vessillo chiamato Baner Peran in lingua cornica), un abate vissuto nel V secolo e originario dell'Irlanda, che divenne il santo patrono dei minatori che estraevano lo stagno in Cornovaglia.

## Origini
Non vi sono certezze sulle origini della bandiera, sulle quali sono state formulate, tra le altre, le seguenti ipotesi o speculazioni:
- Alcuni studiosi la ricollegano allo stemma dei Duchi di Cornovaglia
- Alcuni studiosi la ricollegano alla bandiera bretone
- Secondo altri, sarebbe un'invenzione di Davies Gilbert (1767-1839)
- Secondo altri ancora, sarebbe un'invenzione di Helena Charles, fondatrice negli anni cinquanta del Cornish Nationalist Party

## Storia
Secondo l'Encyclopædia Britannica, si avrebbero notizie su questa bandiera già nel corso del XV secolo, quando il vessillo sarebbe stato portato da soldati cornici durante la battaglia di Agincourt del 1445.
Le prime notizie certe sull'uso di questa bandiera si hanno tuttavia solo a partire dagli anni trenta del XIX secolo.
Nel 1835, lo studioso Davies Gilbert calcolò che circa 200 parrocchie civili della contea usavano tale bandiera, che in una cronaca del 1837 viene descritta come "standard della Cornovaglia".